# Jan Rüdiger

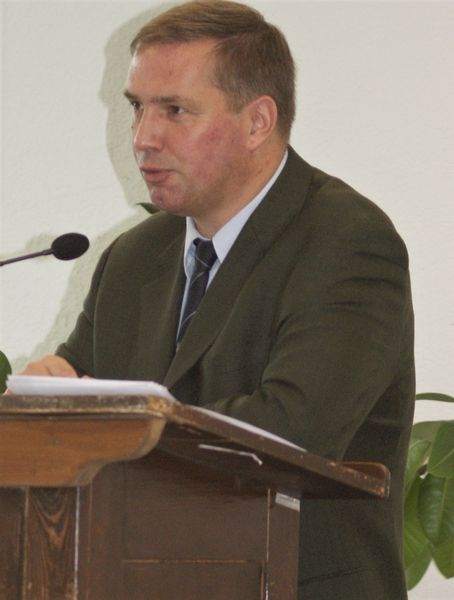
Jan Rüdiger, aufgenommen 2012 auf einer Reichenau-Tagung des Konstanzer Arbeitskreises für mittelalterliche Geschichte von Werner Maleczek

Jan Rüdiger (* 28. Dezember 1966 in Hamburg) ist ein deutscher Historiker für mittelalterliche Geschichte.
Jan Rüdiger legte im Juni 1985 am Gymnasium Bramfeld in Hamburg das Abitur ab und studierte von 1985 bis 1993 in Hamburg, in Sheffield (Wintersemester 1987/88) und Toulouse (Wintersemester 1989/90) Geschichte mit den Nebenfächern Britische Literatur und Kultur sowie Okzitanistik. 1992 folgte in Hamburg der Magister mit einer Arbeit über Toulouse im Albigenserkrieg. 1998 wurde er an der Universität Basel bei Achatz von Müller promoviert mit einer Arbeit über die Formen der Wahrnehmung von Aristokraten und Poeten im tolosanischen Okzitanien um 1200. Von 1996 bis 2001 hatte Rüdiger Lehraufträge an der Universität Rostock, der Christian-Albrechts-Universität zu Kiel, der Universität Hamburg und der Universität Basel. Von 2001 bis 2008 war er wissenschaftlicher Mitarbeiter am Institut für vergleichende Geschichte Europas im Mittelalter der Humboldt-Universität zu Berlin. Dort erfolgte 2007 auch seine Habilitation mit einer von Michael Borgolte betreuten Arbeit über die Polygynie und politische Kultur in Europa vom 9. bis zum 13. Jahrhundert. In den Jahren 2007 und 2009 war er Gastwissenschaftler an der Syddansk Universitet in Odense.
Von 2008 bis 2011 war Rüdiger Geschäftsführender Leiter des Leibniz-Projektes „Politische Sprache im Mittelalter“ an der Universität Frankfurt am Main. 2008/2009 war er Vertretungsprofessor für Bernhard Jussen in Frankfurt am Main. Einen Ruf nach Trondheim auf eine Professur für Mittelalterliche Geschichte lehnte er 2011 ab. Ab Wintersemester 2011/2012 lehrte er als Nachfolger von Heribert Müller als Professor für Mittelalterliche Geschichte an der Universität Frankfurt am Main. 2012/13 war er in Frankfurt geschäftsführender Direktor des Historischen Seminars. Im Jahr 2013 folgte er einem Ruf an die Universität Basel auf eine Professur für Allgemeine Geschichte des Mittelalters. Rüdiger übernahm die Professur in Basel zum 1. April 2014.
Seine Forschungsschwerpunkte sind die mittelalterlichen Seeherrschaften (Thalassokratien) und regionale Geschichtskulturen. Rüdiger beschäftigte sich in einem Forschungsprojekt mit den Sprachen im euromediterranen Mittelalter. Er untersuchte in seiner Habilitationsschrift die Polygynie im Hochmittelalter unter dem Aspekt der politischen Kultur. Die Arbeit wurde 2020 ins Englische übersetzt.

## Schriften (Auswahl)
Monographien
- Aristokraten und Poeten. Die Grammatik einer Mentalität im tolosanischen Hochmittelalter. Akademie Verlag, Berlin 2001, ISBN 3-05-003594-3.
- Der König und seine Frauen. Polygynie und politische Kultur in Europa (9.–13. Jahrhundert) (= Europa im Mittelalter. Abhandlungen und Beiträge zur historischen Komparatistik. Band 21). De Gruyter, Berlin 2015, ISBN 978-3-05-006319-5.
  - englische Übersetzung: All the king’s women. Polygyny and politics in Europe, 900–1250 (= The Northern world. Band 88). Translated by Tim Barnwell. Brill, Boston 2020, ISBN 978-90-04-34951-3.

Herausgeberschaften
- mit Jessika Nowak: Zwischen Basel und Marseille. Das Burgund der Rudolfinger (9.–11. Jahrhundert) (= Itinera. 46/2019). Schwabe Verlag, Basel 2019, ISBN 978-3-7965-3918-3.